# همما

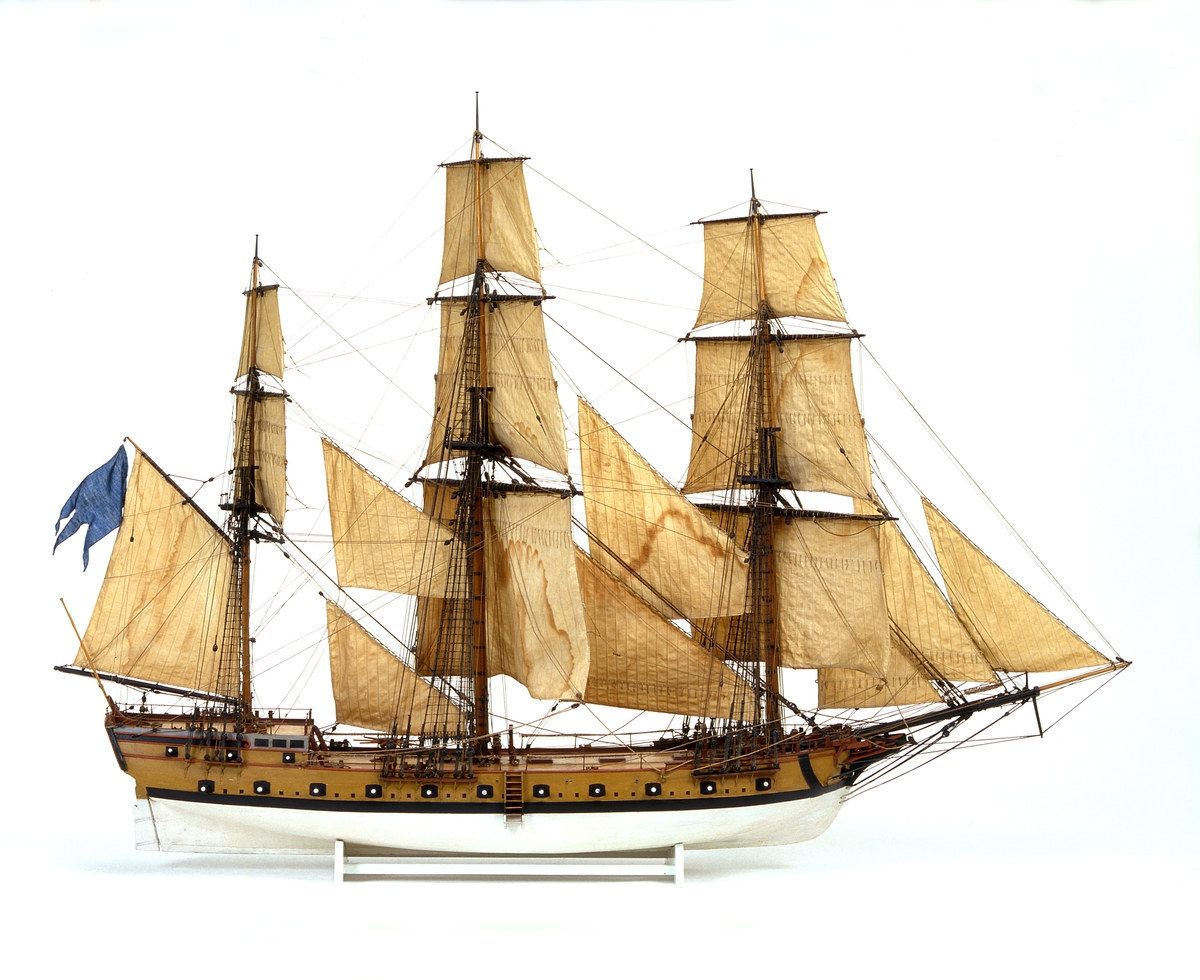
مدل الانی همما استیربیورن از مجموعه های موزه دریایی در استکهلم

همما (از فنلاندی "Hämeenmaa"،  Tavastia) نوعی کشتی جنگی بود که برای ناوگان مجمع الجزایر سوئد و ناوگان بالتیک روسیه در اواخر قرن ۱۸ و اوایل قرن ‍‍۱۹ (‍‍۱۷۰۰-۱۸۰۰ میلادی) ساخته شد. همما در ابتدا برای استفاده علیه نیروی دریایی امپراتوری روسیه در دریای مجمع الجزایر و در در طول سواحل سویالاند و فنلاند ساخته شد.این توسط معمار دریایی پرکار و مبتکر سوئدی فردریک هنریک اف چپمن (۱۷۲۱-۱۸۰۸ میلادی) با همکاری آگوستین ارنسوارد (۱۷۱۰-۱۷۷۲ میلادی)، افسر توپخانه و بعداً فرمانده ناوگان مجمع الجزایر سوئد طراحی شد. همما یک کشتی تخصصی برای استفاده در آب‌های کم عمق و گذرگاه های تنگ اطراف هزاران جزیره و جزایر را که از پایتخت سوئد استکهلم تا خلیج فنلاند امتداد دارند را احاطه کرده است.
همما جایگزین گالی‌هایی شد که تا اواسط قرن ۱۸ هسته مرکزی ناوگان مجمع‌الجزایر سوئد را تشکیل می‌دادند. در مقایسه با گالی‌ها، همما از بادکش عمیق‌تری برخوردار بود و زیر پاروها کندتر بود،اما محل اقامت بهتری را برای خدمه ارائه می‌داد، مکان بیشتری را حمل می‌کرد، قابلیت دریا بیشتر داشت و تقریباً ده برابر بیشتر اسلحه‌های سنگین داشت.
این کشتی را می‌توان با بادبان یا پارو به حرکت شواد، اما همچنان کوچک‌تر و قابل مانورتر از اکثر کشتی‌های جنگی بود که آن را برای عملیات در آب‌های محدود مناسب می‌کرد. بین سال های ۱۷۶۴-۱۸۰۹ (میلادی)، سوئد ۶ تا همما ساخت. همما به بزرگترین و سنگین‌ترین کشتی در ناوگان مجمع الجزایر تبدیل شد و در جنگ روسیه و سوئد در سال های ۱۷۸۸-۱۷۹۰ خدمت کرد.
اودن (گفته می‌شود به جور - oden از کالمه سوئدی، اولین همما، نسبتا کوچک بود و بسیار شبیه به توروما ، یک نوع متفاوت از "ناوچه مجمع الجزایر" بود. روسیه پس از تسلیم شدن سوئومن‌لینا در سال ۱۸۰۸ (میلادی)، ۶ هممه را بر اساس طرح سوئدی بین سال‌های ۱۸۰۸ و ۱۸۲۳ ساخت شدند. نوع‌های بعدی، هم سوئدی و هم روسی، بسیار بزرگ‌تر و بسیار مسلح‌تر از اودن بودند.

## پس زمینه
تزار روسیه پتر کبیر در سال ۱۷۰۳ (میلادی)‌یک پایتخت جدید و پایگاه نیرو دریایی قدرتمند در سنت پترزبورگ ایجاد کرد. قدرت دریایی روسیه در دریا‌ی بالتیک برای به چالش منافع سوئد، قدرت دیگر پیشرو در بالتیک، رشد کرد.امپراتوری سوئد در آن زمان در شامل قلمرویی در شمال آلمان، تمام فنلاند مدرن و بیشتر کشورهای بالتیک بود، که یک قلمرو وابسته به مسیرهای تجاری دریای بالتیک بود و به آن متصل می‌شد.در طول جنگ بزرگ شمال (۱۷۰۰-۱۷۲۱ میلادی)، سوئد تمام قلمروهای خود را در کشورهای بالتیک از دست داد و متحمل حملات روسیه در فنلاند و در امتداد زنجیره جزایر و مجمع‌الجزایر که از خلیج فنلاند تا استکهلم امتداد دارد.
سوئدی‌ها شروع به استقرار شناورهای دریایی از کشتی‌های کم عمق کردند، که با نسخه‌های کوچک‌تر از گالی‌های سنتی مدیترانه آغاز شد. بیشتر این شناورهای جدید بیشتر شبیه به گالوها بودند و با پرام تفنگ تکمیل می شواند. جنگ فاجعه بار ۱۷۴۱-۱۷۴۳ (میلادی) با روسیه و دخالت جزئی علیه پروس (" جنگ پومرانیا ") در طول جنگ هفت‌ساله (۱۷۵۷-۱۷۶۲) نیاز به گسترش و توسعه بیشتر شناورهای ساحلی با شناورهای تخصصی تر را نشان داد. 
گالی‌ها به‌عنوان انتقال نیرو برای عملیات‌های آبی خاکی مؤثر بودند، اما به‌ویژه در رابطه با خدمه‌های بزرگ آن‌ها به شدت زیر گلوله قرار داشتند. یک کشتی با یک خدمه ۲۵۰ نفره که بیشتر آنها پاروزن بودند، معمولاً فقط یک توپ ۲۴ پوند (۱۱ کیلوگرم) ۲۴ پوندی و دو توپ ۶ پوند (۲٫۷ کیلوگرم) را حمل می کرد که همه در کمان بودند.
گالی‌ها همچنین فاقد عرشه و سرپناه کافی برای سربازان پاروزن بودند، که بسیاری از آنها در اثر هیپوترمی در معرض بیماری در طول جنگ ۱۷۴۱-۱۷۴۴۳ (میلادی) تسلیم شدند. 

### ناوگان مجمع الجزایر -
پس از پیروزی روسیه در برابر سوئد در سال ۱۷۴۳ (میلادی)، سوئدی‌ها کمیسیونی را برای شناسایی نقاط ضعیف در دفاع شرقی تأسیس کردند.در سال ۱۷۴۷ (میلادی)، کمیسیون به این نتیجه رسید که استحکامات در جنوب شرقی فنلاند نیاز به بهبود و گسترش دارد و سوئد نیاز به ایجاد یک نیروی دریایی قوی ساحلی دارد.آگوستین ارنسوارد (۱۷۱۰-۱۷۷۲)، افسر توپخانه، ادم اصلی پشت این تغییرات بود. این کمیته بسیاری از نتیجه‌گیری‌ها و تصمیمات خود را بر اساس ایده های او استوار کرد. در سال ۱۷۵۶ (میلادی)، سوئد ناوگان مجمع الجزایر را با نام رسمی arméns flotta ("ناوگان ارتش") تحت فرماندهی بخش ارتش، دانشکده جنگ ، با ارنسوارد(Ehrensvärd) به عنوان فرمانده  عالی تاسیس کرد. برای ۲۰ سال، مبارزه برای قدرت بین هاتس و کاپس، گروه‌های سیاسی اصلی در آن زمان، و رقابت بین ارتش و نیروی دریایی، تغییراتی را در ناوگان مجمع الجزایر ایجاد کرد.
از سال ۱۷۷۰، ناوگان مجمع الجزایر با اسکادران فنلاند (Finska eskadern - فینسکا اسکادرن) مستقر در سوئومن‌لینا ادغام شد. در سال ۱۷۷۷، اسکادران سوئدی (Svenska eskadern - سونسکا اسکادرن)، ناوگان گالی مستقر در استکهلم را در خود جای گذشت. نیروهای مسلح سوئد منابع قابل توجهی را در شاخه جدید ارتش سرمایه گذاری کردند و آن را به یک سازمان حرفه‌ای و مستقل تبدیل کردند. ناوگان مجمع الجزایر اعضای نخبگان اجتماعی و فرهنگی را جذب کرد که از حمایت و حمایت پادشاه گوستاو سوم برخوردار بودند، کسی که خود را به عنوان یک پادشاه مطلق در کودتای ۱۷۷۲ (میلادی) تثبیت کرده بود.

### توسعه -
مفهوم ناوچه‌های قایقرانی کوچک با مجموعه ای از پاروهای مکمل (یا "sweeps") جدید نبود. نیروی دریایی بریتانیایی تودور در اواسط قرن ۱۶ از « گالیاس‌های » کوچک  استفاده کرده بود. در دهه ۱۶۶۰ (میلادی)، جانشین آن، نیروی دریایی سلطنتی ، معادل درجه ششم را به پورت‌های پارو در یا زیر گاندک مجهز کرد. در طول قرن ۱۸، نیروی دریایی روسیه «شبک‌ها» را معرفی کرد، انواع بالتیک در زیبک‌های مدیترانه‌ای، برای وظایف ساحلی. زیبک‌ها دریانوردی خوبی داشتن، , و هم می‌توان پارو شوند اگر نیاز هست، اسلحه‌های بیشتری داشتند و انبارهای بزرگتری نسبت به کشتی ها داشتند. آنها همچنین هزینه کمتری برای نگهداری داشتند. طرح‌های روسی بر چپمن و فرماندهان نیروی دریایی سوئد تأثیر گذاشت. در نتیجه، طرح‌های چپمن برای کشتی‌های جدید شرح‌داده‌ای بر روی آن اصول بود، اما با تطبیق‌هایی با جنگ مجمع‌الجزایر.  ناوچه‌های مجمع‌الجزایر چپمن نسبت به کشتی‌هایی گالی‌ها که جایگزین کردند، حفاظت بهتری برای گروه‌شان فراهم کردند و تا ۳ برابر ظرفیت انبارها و آذوقه‌ها داشتند. آنها می‌توانستند در آب‌های باریک و کم‌عمق اطراف جزیره سنگی در هر شرایط آب و هوایی و در آب‌های آزاد در همه طوفان‌ها به جز بدترین طوفان‌ها فعالیت کنند. آن‌ها آب‌کشی عمیق‌تری نسبت به کشتی‌ها داشتند، اما به طور قابل‌توجهی کمتر از کشتی‌های جنگی بادبانی سنتی بودند. انواع کشتی‌های جدید همچنین قدرت آتش ناوگان مجمع‌الجزایر را افزایش دادند، قابلیت‌های دفاعی بهتری برای آن فراهم کردند و پشتیبانی آتش کارآمدتری را در عملیات‌های آبی خاکی ممکن کردند. 

### طراحی و ساخت
از میان طرح‌های جدید، توروماها و همماها به دلیل شباهت‌هایشان به ناوچه‌های کوچک اقیانوس پیما با توصیف «ناوچه مجمع‌الجزایر» مناسب‌ترند. از میان طرح‌های جدید، توروماها و همماها به دلیل شباهت‌هایشان به ناوچه‌های کوچک اقیانوس پیما با توصیف «ناوچه مجمع‌الجزایر» مناسب‌ترند. اولین همما، Oden، در سال ۱۷۶۴ (میلادی) تکمیل شد.
انداذه‌ها -
- طول - ۳۳ متر (۱۰۸ فوت)
- عرض  -۸٫۲ متر (۲۷ فوت)
- پیش نویس - ۲٫۸ متر (۹٫۲ فوت) [۹]

بدنه‌ای کم ارتفاع داشت، بدون پیشرو، فقط یک طبقه پایین و بدون سقف . ۳ دکل داشت که در ابتدا با بادبان‌های نازک مانند گالری ساخته شده بودند. نیروی دریایی بعداً دکل‌های ناوچه‌ای با بادبان مربعی معمولی را جایگزین دکل‌های lateen (لاتین) کرد. 
طرح اولیه برای ۱۴ جفت پارو با چهار پارو در نظر گرفته شد. پاروزنان پاروهای خود را از روی عرشه تفنگ از طریق سوله‌های پارویی که بین دهانه‌های تفنگ قرار داشت، نزدیک به خط آب عبور می دادند، که به پاروزنان اهرم بیشتری می‌داد. پاروها همچنین روی یک پایه مستطیلی قرار گرفتند که برای بهبود اهرم طراحی شده بود. با این حال، همماها هنگام پارو زدن عملکرد ضعیفی داشتند و در بادهای مخالف دشوار بودند. آنها کندتر از کشتی‌های بادبانی معمولی بودند، اما بهتر از کشتی‌ها حرکت می‌کردند. 
در طول جنگ روسیه در سال‌های ۱۷۸۸-۱۷۹۰ ، سوئد سه هممه با طراحی جدید ساخت. آنها به طور قابل توجهی بزرگتر بودند - ۴۴.۵ توسط 11 متر (۱۴۶ در ۳۶ فوت) و تعداد پاروها به ۲۰ جفت افزایش یافت.  آنها همچنین برخی از سنگین ترین ضلع‌های وسیع را داشتند، حتی در مقایسه با ناوچه‌های بزرگتر نیروی دریایی دریاهای آزاد. افسر توپخانه کارل فردریک اشلینگ برای افزایش تسلیحات اصلی به ۲۲ فروند ۳۶ پوندی و دو فروند ۱۲ پوندی با چپمن همکاری کرده بود که باعث افزایش تسلیحات ۳۰ پوندی شد. ۳۰ سانتی‌متر (۱ فوت).  افزودن مهاربندهای مورب برای تقویت بدنه به هممام‌های بعدی این امکان را داد که اسلحه‌هایی قویتر از آنهایی که در بزرگترین ناوچه‌های قایقرانی نیروی دریایی دریاهای آزاد حمل می‌کردند حمل کنند.  به دلیل قدرت آتش قابل توجه و اندازه نسبی آنها، جان گلته، مورخ دریایی، همماها را به عنوان "ناوچه‌های مجمع الجزایری فوق العاده" توصیف کرده است. 
طرح همما بسیار شبیه به طرح توروما بود. تفاوت اصلی این بود که پاروزنان توروما بر روی عرشه هواشناسی بالای تفنگ‌ها می‌نشستند، در حالی که پاروزنان هممه روی سکوی روستایی می نشستند. همماهای بعدی به طور قابل ملاحظه‌ای بزرگ‌تر، مسلح‌تر و ساختار محکم‌تری داشتند.  گلیت آنها را به‌ عنوان تغییراتی در یک نوع توصیف کرده است، به‌ویژه وقتی طرح‌های قبل از جنگ را در نظر می‌گیریم. 

### خدمات
همماها در طول جنگ ۱۷۸۸-۱۷۹۰ (میلادی)‌در اسکادران فنلاند خدمت کرد. آنها از عملیات‌های آبی خاکی حمایت می‌کردند و حملاتی را به ناوگان مجمع الجزایر روسیه انجام دادند.  در عین حال، به عنوان پشتیبانی جناحی دریایی برای ارتش سوئد در سرزمین اصلی فنلاند عمل کردند. همماها در نبردهای اول و دوم سونکسوند جنگیدان. در طول نبرد اول در سال ۱۷۸۹، یک همما مکمل توروماهای مشابه بود و در نبرد دوم در ژوئیه ۱۷۹۰، دو همما مرکز دفاعی را تشکیل دادند و بخش زیادی از قدرت آتش را فراهم کردند.  سوئدی‌ها در حال ساختن ۳ همما‌ها اضافی در کارخانه‌های کشتی‌سازی درون قلعه سوئومن‌لینا بودند که در سال ۱۸۰۸ (میلادی) به روس‌ها تسلیم شد و هر ۳ در نیروی دریایی روسیه گنجانده شدند.
یک کمی بعداً، نیروی دریایی روسیه نسخه‌های ۳۲ تفنگی خود را ساخت و کشتی نهایی در اواخر سال ۱۸۲۳ به آب انداخته شد  جارل بیرگر در سال ۱۸۱۳ (میلادی) در یک حادثه غرق شد  و اریک سگرزال برای تبدیل به یک باتری بخار چرخ دستی برای دفاع ساحلی برنامه ریزی شد، اگرچه این ایده در نهایت کنار گذاشته شد و کشتی در سال ۱۸۲۶ از بین رفت. 
مانند دیگر کشتی‌های تخصصی مجمع الجزایر، همما دارای نقاط قوت و ضعف خاصی بود. اگرچه قدرت شلیک آن نسبت به گالی‌ها  فوق العاده بود، اما کیفیت قایقرانی آن تا حدودی متوسط بود و در حالی که زیر پاروها مانور بالایی داشت، همچنان در هنگام پارو زدن حرکت آن دشوار بود.  همما پتانسیل این را داشت که یک سلاح مؤثر در برابر گالی ها باشد، با قدرت شلیک رو به جلو آنها مطابقت داشته باشد و آنها را با تسلیحات گسترده خود به شدت  شکسته دهد. در داخل یک سازند گالی دشمن، می‌توانست ویرانی قابل‌توجهی ایجاد کند، اما چنین مانوری هرگز در یک نبرد واقعی به دست نیامد، و این نقش تاکتیکی آزمایش نشده باقی ماند. 

### کشتی‌ها
در مجموع ۱۲ همما ساخته شد که ۶ فروند آنها برای ناوگان مجمع الجزایر سوئد و ۶ فروند برای نیروی دریایی روسیه بود.  همماهای سوئدی همه با مشخصات یک گانه ساخته شده بودند، به جز طرح اولیه اودن ، و بیرگر جارل و اریک سگرزال تسلیحات سنگین تری نسبت به بقیه داشتند.
Tredrea (ترداراه) و Sozaev (سوزانو) اودن را به‌عنوان یک توروما که در سال ۱۷۸۴ (میلادی)‌ بازسازی شد، فهرست می‌کنند،  اگرچه اسکار نیکولا و لارس-اتو برگ چنین نیستند. کشتی‌های روسی بین سال‌های ۱۸۰۸-۱۸۲۳ ساخته شدند و توسط Tredea و Sozaev به عنوان "ناوچه‌های پارویی" کلاس Bodryi (بودرای) توصیف شده‌اند. تحت شکل فنلاندی "Hämeenmaa"، نام نوع کشتی بعداً به چندین کشتی نیروی دریایی فنلاند قرن بیستم منتقل شد. 

#### کشتی های ساخت سوئد[۲۶]
| نام         | کارخانه کشتی سازی | سال راه اندازی | سرنوشت |
| ----------- | ----------------- | -------------- | --- |
| اودن        | سوابورگ           | ۱۷۶۴           | اسیر روسیه در اولین نبرد Svensksund ۱۷۸۹، بازپس‌گیری در دومین نبرد Svensksund ۱۷۹۰. با تسلیم سوابورگ در سال ۱۸۰۸ به دست روسیه افتاد. |
| هجلمار      | وسترویک           | ۱۷۹۰           | با تسلیم سوابورگ در سال ۱۸۰۸ به دست روس ها افتاد و به روسی به گلگومار تغییر نام داد. در ۷ آگوست ۱۸۰۸ در یونگ فروسوند در نزدیکی دراگسفیارد جنگید و در بازپس گیری استیربجورن شرکت کرد که به طور موقت توسط نیروهای سوئدی در جریان عملیات تصرف شده بود. در سال ۱۸۲۸ تجزیه شد. |
| استارکوتر   | وسترویک           | ۱۷۹۰           | در سال ۱۸۰۸ به کشتی بیمارستانی تبدیل شد. در سال ۱۸۱۶ از بین رفت. |
| استایربجورن | استکهلم           | ۱۷۹۰           | با تسلیم سوابورگ در سال ۱۸۰۸ دستگیر شد و اسمش تغییر شد به استور-بیورن. به گفته برگ (Berg) در همان سال در یک حمله سوئدی نابود شد. طبق گفته Tredrea & Sozaev، در عملیات Jungfrusund در ۷ اوت ۱۸۰۸ جنگید، توسط سوئدی ها دستگیر شد و سپس توسط Gel'gomar ( Hjalmar سوئدی سابق) در همان روز بازپس گرفته شد. آخرین بار در سال ۱۸۱۷ به عنوان یک کشتی دریافت کننده (پادگان سربازان جدید) فهرست شد. |
| بیرگر جارل  | وسترویک           | ۱۸۰۹           | در مه ۱۸۱۳ در یک تصادف در نزدیکی مون غرق شد. |
| اریک سگرزال | نورشوپینگ         | ۱۸۰۹           | در سال ۱۸۲۱ برای تبدیل به بخارشوی پارویی برنامه ریزی شد، اما در سال ۱۸۲۶ از بین رفت. |

#### مشخصات شناورهای سوئدی
| کشتی ها                                                   | اندازه (متر)                                                                      | جفت پارو | تسلیحات                                  |
| --------------------------------------------------------- | --------------------------------------------------------------------------------- | -------- | ---------------------------------------- |
| اودن                                                      | طول: ۳۳ متر (۱۰۸ فوت) عرض: ۸٫۲ متر (۲۷ فوت) پیش نویس: ۲٫۸ متر (۹٫۲ فوت)           | ۱۴       | ۱۸ × ۱۲ پوند ۴ × ۳ پوند ۱۶ چرخشیاسلحه ها |
| هالمار ، استارکوتر، استایربجورن ، بیرگر جارل، اریک سگرزال | طول: ۴۳ متر (۱۴۱ فوت) </br> عرض: ۸٫۹ متر (۲۹ فوت) </br> پیش نویس: ۳ متر (۹٫۸ فوت) | ۲۰       | ۲۴ × ۳۶ پوند ۲ × ۱۲ پوند                 |

#### کشتی های ساخت روسیه[Note ۲]
| نام     | کارخانه کشتی سازی | سال راه اندازی | سرنوشت |
| ------- | ----------------- | -------------- | --- |
| بدنری   | سنت پترزبورگ      | ۱۸۰۸           | در بمباران دانزیگ در سال ۱۸۱۳ شرکت کرد. در سال ۱۸۲۹ شکسته شد.                                             |
| نوا     | سنت پترزبورگ      | ۱۸۰۸           | در سال ۱۸۲۹ شکسته شد.                                                                                     |
| سوابورگ | سنت پترزبورگ      | ۱۸۰۸           | در سال ۱۸۲۲ شکسته شد.                                                                                     |
| پترگوف  | سنت پترزبورگ      | ۱۸۰۸           | در سال ۱۸۲۲ شکسته شد.                                                                                     |
| تورنئو  | سنت پترزبورگ      | ۱۸۰۸           | گل سرسبد دریاسالار عقب فون مولر ۱۸۱۲-۱۸۱۳ . در بمباران دانزیگ در سال ۱۸۱۳ شرکت کرد. در سال ۱۸۲۴ شکسته شد. |
| میرنی   | سنت پترزبورگ      | ۱۸۲۳           | کشتی در بالتیک در سال ۱۸۲۶ . پس از سال ۱۸۳۴ متلاشی شد.                                                    |

#### مشخصات کشتی‌های روسی
| اندازه (متر)                                                               | جفت پارو | تسلیحات                                     |
| -------------------------------------------------------------------------- | -------- | ------------------------------------------- |
| طول: ۴۳٫۹ متر (۱۴۴ فوت) عرض: ۱۰٫۹ متر (۳۶ فوت) پیش نویس: ۲٫۶ متر (۸٫۵ فوت) | ۲۰       | ۲۴ × ۳۶ پوند ۲ × ۱۲ پوند 6 × "اسلحه کوچکتر" |

## منبع
1. ↑  Today an obsolete term that has been replaced by "Häme" in modern Finnish.
2. ↑  Berg (2000), pp. 50–59.
3. ↑  Glete (1992), pp. 115–116, 118.
4. ↑  Norman (2012), s. 12–15
5. ↑  The 16th English galleasses had only the oars in common with the Mediterranean ship type and were closer to carracks and similar to the later galleons; Childs (2009), pp. 22–24.
6. ↑  Anderson (1962), pp. 84–89.
7. ↑  Nikula (1933), pp. 118–122, 132.
8. ↑  Harris (1998), p. 27.
9. ↑  Nikula (1933), pp. 366–367
10. ↑  See contemporary illustration in Glete (1992; p. 118).
11. ↑  Berg (1993), p. 35; Glete (1992), p. 119
12. ↑  Berg (1993), p. 35.
13. ↑  Berg (2000), p. 61.
14. ↑  Original term superskärgårdsfregatter; Glete (1992, p. 156).
15. ↑  Berg (2000), p. 61.
16. ↑  Glete (1992), pp. 119–20.
17. ↑  Glete (1992), pp. 152–53, 163–64
18. ↑  Anderson (1962), pp. 96–97
19. ↑  Ahlström (1997)
20. ↑  Berg (1993), p. 35.
21. ↑  Berg (1993), pp. 35–36.
22. ↑  Glete (1992), pp. 119–20.
23. ↑  According to naval historian Roger Charles Anderson three were built for the Russian fleet, two in 1809 and one as late as 1823; Anderson (1962) p. 97. Jan Glete put the number of Russian-built hemmemas at five, all constructed during the war of 1808–09. The most recently published study by Tredrea and Sozaev puts the total at six gemams, the Russian rendering of "hemmema".
24. 1 2  Tredrea & Sozaev (2010).
25. ↑  Gardiner (1995), p. 92; Kijanen (1968), p. 111; Saunders (2009)
26. ↑  Based on lists and tables in Berg, "Appendix: Skärgårdsflottans fartyg" in Norman (2012) p. 397, and Nikula (1933), pp. 366–367
27. ↑  Tredrea & Sozaev (2010), p. 253.
28. ↑  Ahlström (1997)
29. ↑  Tredrea & Sozaev (2010), p. 205.

## یادداشتها
1. ↑  Russian career details from Tredrea & Sozaev.[۲۷]
2. ↑  Based on Tredrea & Sozaev.[۲۹]